# روز جهانی نور
روز جهانی نور (به انگلیسی: International Day of Light) در ۱۶ مه هر سال، برای تقویت همکاری و استفاده از پتانسیل نور برای صلح و توسعه جشن گرفته می‌شود. فناوری‌های مبتنی بر نور نقش مهمی در آموزش، علم، هنر، فرهنگ، توسعه پایدار، ارتباطات، انرژی و پزشکی ایفا می‌کنند.